# Daphne (Alabama)
Daphne – miasto w Stanach Zjednoczonych, w stanie Alabama, w hrabstwie Baldwin, na wschodnim wybrzeżu zatoki Mobile. Według danych na rok 2020 miejscowość zamieszkiwało 27 462 osoby, a gęstość zaludnienia wyniosła 554,89 os./km². Razem z miastami Fairhope i Foley tworzy obszar metropolitalny, który mierzy 1589,8 km², a na jego terenie mieszka 239,3 tys. mieszkańców.

## Geografia
Daphne ma łączną powierzchnię 49,49 km², w tym 49,19 km² stanowi ląd, a 0,31 km² stanowią wody. Miasto jest położone 48 m n.p.m.. Znajduje się 20 km na wschód od Mobile i 80 km na zachód od Pensacoli, na Florydzie.

### Klimat
Średnia temperatura wynosi +26 °C. Najcieplejszymi miesiącami są lipiec i sierpień (w obu +33 °C), a najzimniejszym miesiącem jest styczeń (+16 °C). Średnie opady wynoszą 1729 mm rocznie. Najbardziej wilgotnym miesiącem jest lipiec (204 mm opadów), a najbardziej suchym miesiącem jest październik (108 mm opadów).
| Miesiąc                          | Sty | Lut | Mar | Kwi | Maj | Cze | Lip | Sie | Wrz | Paź | Lis | Gru | Roczna |
| -------------------------------- | --- | --- | --- | --- | --- | --- | --- | --- | --- | --- | --- | --- | ------ |
| Średnie dobowe temperatury [°C]  | 16  | 18  | 22  | 26  | 29  | 32  | 33  | 33  | 31  | 27  | 22  | 18  | 26     |
| Opady [mm]                       | 143 | 146 | 146 | 113 | 125 | 168 | 204 | 183 | 151 | 108 | 126 | 116 | 1729   |
| Źródło: National Weather Service |     |     |     |     |     |     |     |     |     |     |     |     |        |
| Źródło #2: NOAA                  |     |     |     |     |     |     |     |     |     |     |     |     |        |

## Demografia

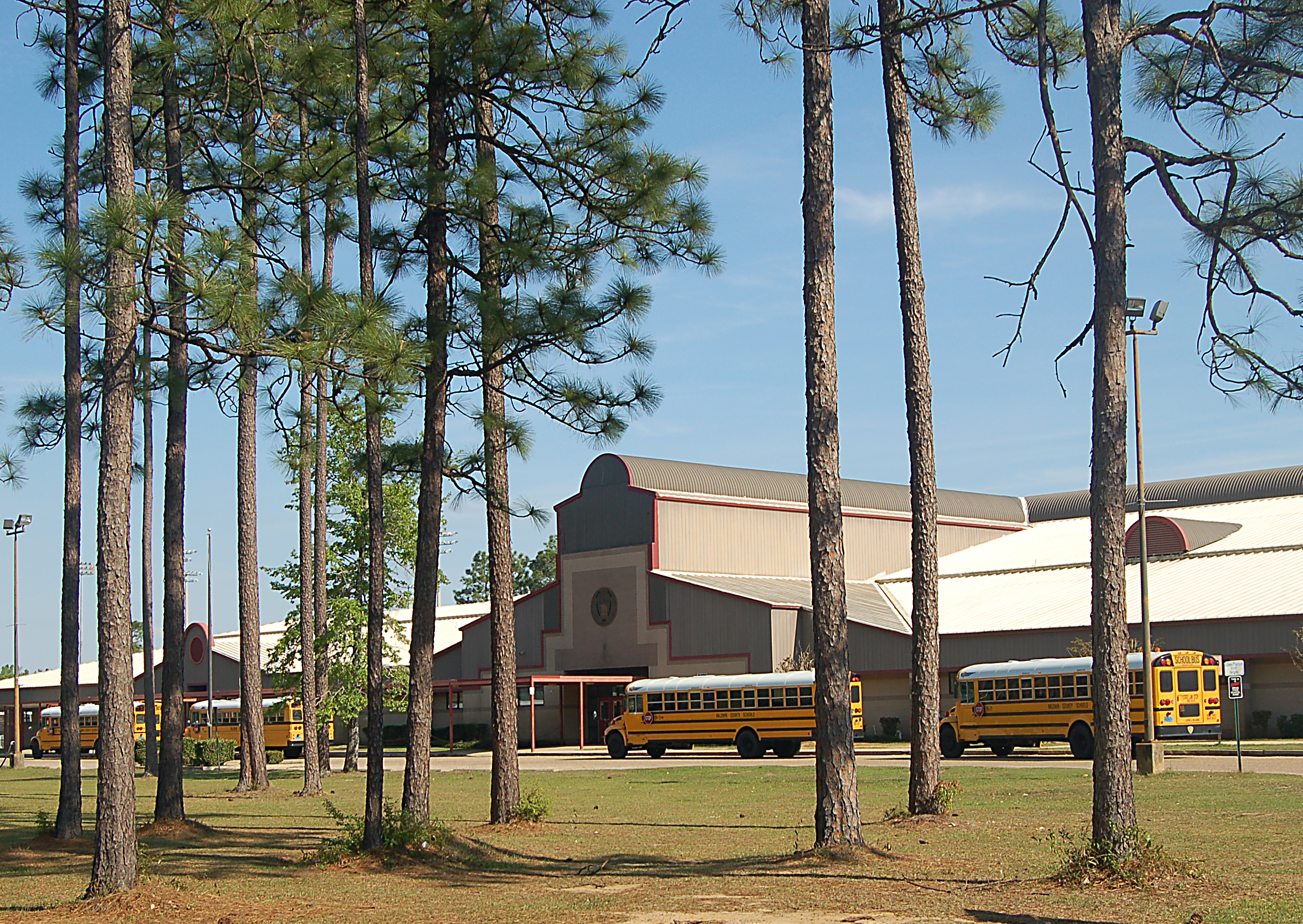
Szkoła średnia w Daphne

### Spis powszechny z 2010 roku
W 2010 roku Daphne zamieszkiwało 21 570 osób, a gęstość zaludnienia wyniosła 435,84 os./km². Miasto liczyło wówczas 6563 gospodarstwa domowe, w których mieszkało 4670 rodzin. Większość mieszkańców (84,1%) stanowili biali, natomiast 11,8% mieszkańców stanowili przedstawiciele rasy czarnej. Pozostałe 4,1% mieszkańców stanowili Azjaci (1,5%), Latynosi (2,2%), przedstawiciele rdzennej ludności (0,4%).

### Spis powszechny z 2020 roku
Według danych na rok 2020 Daphne liczyło 12 157 gospodarstw domowych, w których mieszkało 10 417 rodzin. Większość mieszkańców (77,9%) stanowili biali, natomiast 10,6% mieszkańców stanowili przedstawiciele rasy czarnej. Pozostałe 11,5% mieszkańców stanowili Azjaci (1,4%), Latynosi (4,5%), przedstawiciele rdzennej ludności (5,3%) oraz 5,3% pozostałe rasy człowieka. Średni wiek wszystkich mieszkańców wynosi 38 lat, natomiast 17,6% wszystkich mieszkańców (4833 osoby) stanowią osoby powyżej 65 roku życia.

Pomnik weteranów w Daphne

Historyczna populacja:
| Rok        | 1890 | 1930   | 1940  | 1950   | 1960   | 1970 | 1980 | 1990    | 2000   | 2010   | 2020   |
| ---------- | ---- | ------ | ----- | ------ | ------ | ---- | ---- | ------- | ------ | ------ | ------ |
| Ludność    | 549  | 582    | 630   | 1041   | 1527   | 2382 | 3406 | 11 290  | 16 581 | 21 570 | 27 462 |
| Zmiana w % |      | +6,05% | +8,2% | +65,2% | +46,7% | +56% | +43% | +231,5% | +46,9% | +30,1% | +27,3% |

## Znane osoby urodzone w Daphne
- Omar Hammami – islamski terrorysta, członek ugrupowania Asz-Szabab[13][14];
- W.E.B. Griffin – amerykański powieściopisarz[15][16][17];
- Joseph Lawson Howze – afroamerykański biskup diecezji Biloxi[18][19][20].